# Quadrivio
Quadrivio is een plaats (frazione) in de Italiaanse gemeente Campagna, provincie Salerno, en telt ongeveer 5.352 inwoners.